# Cygnus CRS OA-7
Cygnus CRS OA-7 (inna nazwa Orbital Sciences CRS Flight 7) – misja statku transportowego Cygnus, prowadzona przez prywatną firmę Orbital ATK na zlecenie amerykańskiej agencji kosmicznej NASA w ramach programu Commercial Resupply Services w celu zaopatrzenia Międzynarodowej Stacji Kosmicznej. W misji uczestniczył statek nazwany S.S. John Glenn na cześć zmarłego astronauty Johna Glenna.

## Przebieg misji

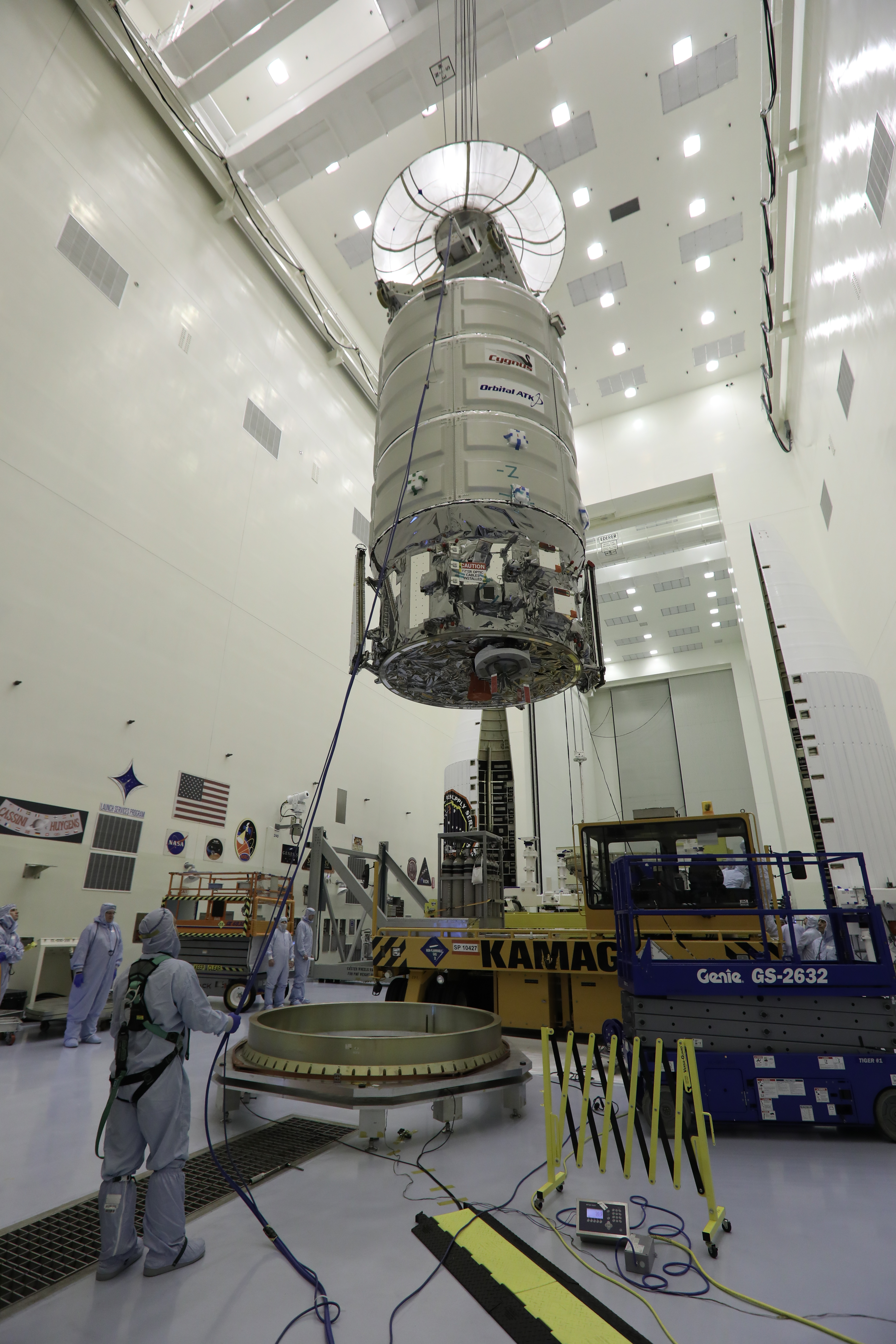
SS John Glenn podczas operacji przedstartowych

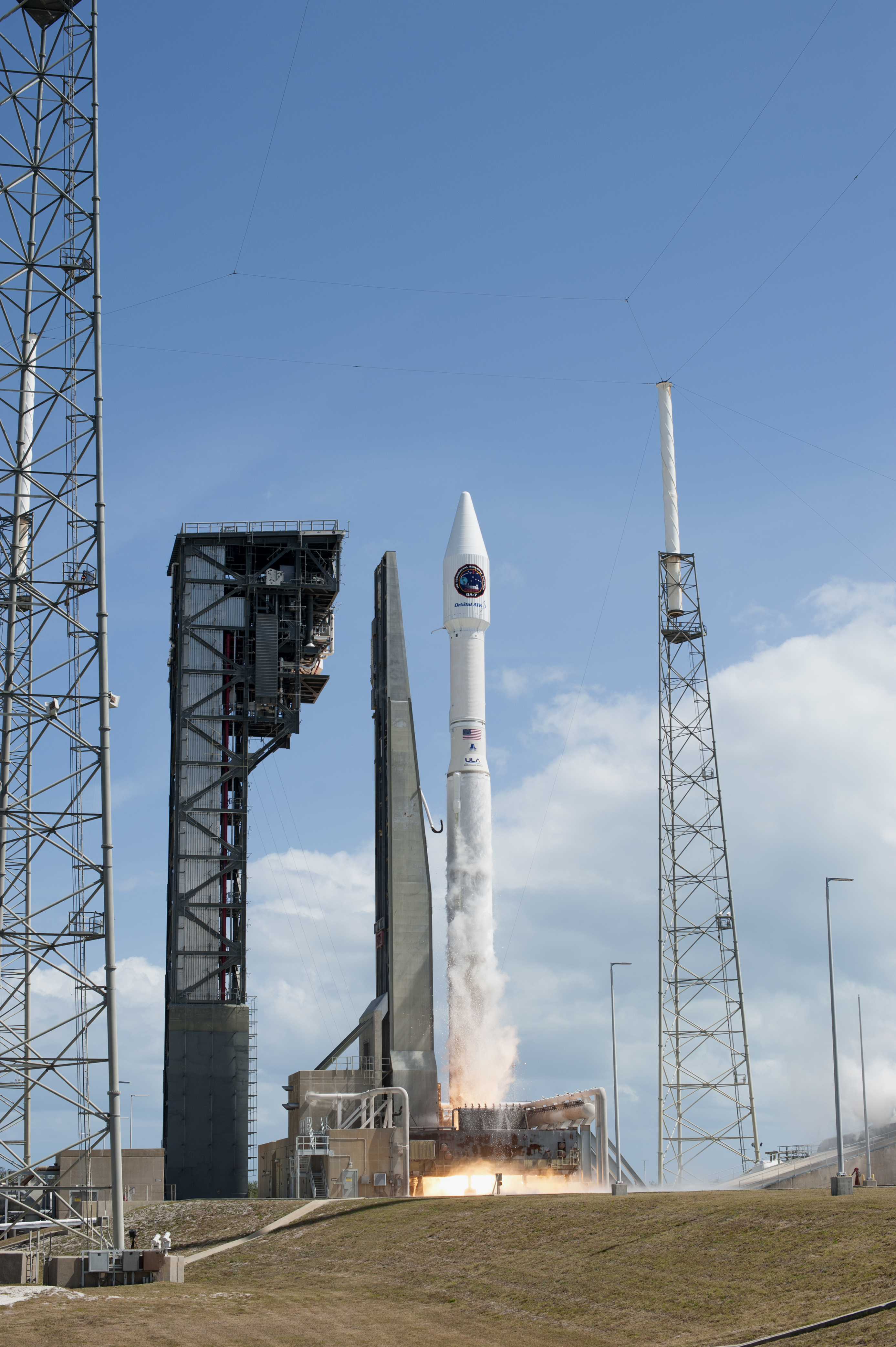
Start Cygnusa CRS OA-7

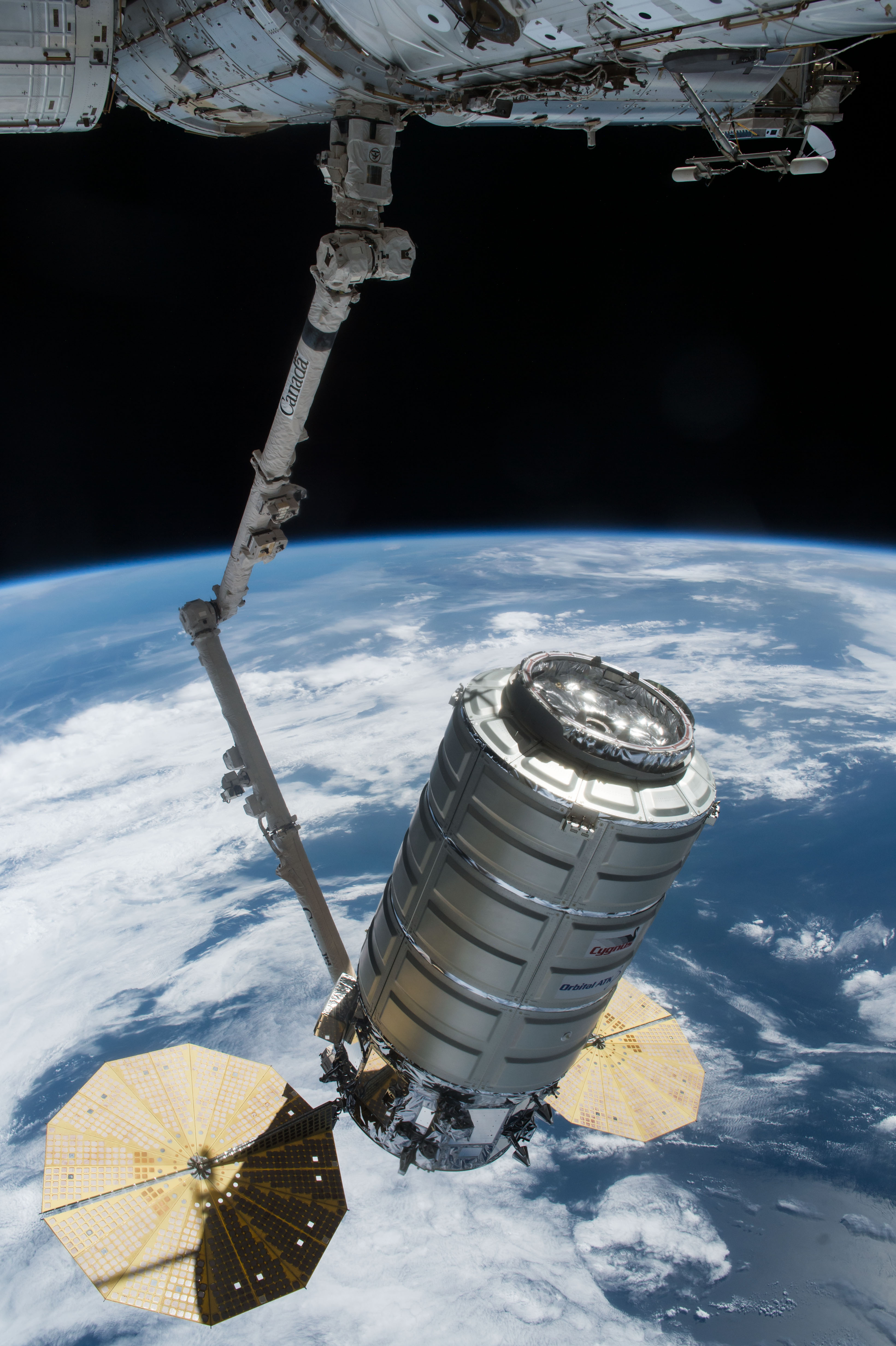
S.S. John Glenn przyciągany do portu cumowniczego

Start misji Cygnusa odbył się 18 kwietnia 2017 roku o 15:11 UTC. Do wyniesienia statku na orbitę wykorzystana została rakieta Atlas V, która wystartowała z platformy startowej SLC-41 kosmodromu Cape Canaveral Space Force Station. W misji wykorzystana została powiększona wersja statku Cygnus, która cechuje się pojemnością 27 m³ i możliwością wyniesienia na orbitę do 3,2 t ładunku.
22 kwietnia statek Cygnus zbliżył się do ISS, gdzie o 10:05 UTC został uchwycony przez Canadarm2 i przyciągnięty do portu cumowniczego modułu Unity, do którego zadokował o 12:39. 4 czerwca 2017 o 11:05 UTC statek odłączono od stacji, a następnie odciągnięto przez Canadarm2 i wypuszczono o 13:10. O 20:00 UTC przeprowadzono na pokładzie statku eksperyment SAFFIRE III, polegający na obserwacji spalania materiałów w warunkach mikrograwitacji. 11 czerwca została przeprowadzona kontrolowana deorbitacja, w wyniku czego statek spłonął w atmosferze około 17:02 UTC.